# Home Alone (franquicia)
Home Alone (titulada Solo en casa en España y Mi pobre Angelito en Hispanoamérica) es franquicia de películas de comedia familiar navideña estadounidense creadas originalmente por John Hughes y dirigidas por Chris Columbus (1 – 2), Raja Gosnell (3), Rod Daniel (4), Peter Hewitt (5) y Dan Mazer (6). Las películas tratan sobre aventuras de niños que se encuentran solos y se enfrentan al desafío de defender su casa o a sí mismos de ladrones y delincuentes.
Las primeras tres películas fueron estrenadas en cines por 20th Century Fox, mientras que las dos siguientes películas hechas para televisión fueron producidas por Fox Television Studios y transmitidas por ABC, propiedad de Disney. Tras la adquisición de 21st Century Fox por parte de Disney, 20th Century Studios produjo una sexta película de la franquicia para el servicio de streaming Disney+.

## Películas
| Película                              | Protagonista                                                   | fecha de lanzamiento en EE. UU. | Director(es)   | Guionista(s)                 | Productor(es)               |
| Películas                             | Películas                                                      | Películas                       | Películas      | Películas                    | Películas                   |
| ------------------------------------- | -------------------------------------------------------------- | ------------------------------- | -------------- | ---------------------------- | --------------------------- |
| Solo en casa                          | Kevin McCallister (Macaulay Culkin)                            | 16 de noviembre de 1990         | Chris Coumbusl | John Hughes                  | John Hughes                 |
| Solo en casa 2: Perdido en Nueva York | Kevin McCallister (Macaulay Culkin)                            | 20 de noviembre de 1992         | Chris Coumbusl | John Hughes                  | John Hughes                 |
| Solo en casa 3                        | Alex Pruitt (Alex D. Linz)                                     | 12 de diciembre de 1997         | Raja Gosnell   | John Hughes                  | John Hughes Hilton A. Green |
| Solo en casa 4                        | Kevin McCallister (Mike Weinberg)                              | 3 de noviembre de 2002          | Rod Daniel     | Debra Frank Steve Hayes      | Michael Engel               |
| ,Home Alone 5: The Holiday Heist      | Finn Baxter (Christian Martyn) Alexis Baxter (Jodelle Ferland) | 25 de noviembre de 2012         | Peter Hewitt   | Aaron Ginsburg Wade McIntyre | Kim Todd                    |
| Home Sweet Home Alone                 | Max Mercer (Archie Yates)                                      | 12 de noviembre de 2021         | Dan Mazer      | Mikey Day Streeter Seidell   | Hutch Parker Dan Wilson     |

### Mi Pobre Angelito(1990)
Solo en casa es principalmente una historia de madurez de un niño de 8 años llamado Kevin McCallister (Macaulay Culkin). Es el menor de cinco hermanos el cual con frecuencia es intimidado por sus hermanos y hermanas mayores. Después de ciertos acontecimientos entre él y su familia, desea no tener familia luego que su madre lo castiga por lo que él considera razones injustificadas. Ella le advierte que tenga cuidado con lo que desea y él lo ignora. Se despierta al día siguiente y descubre que es el único que queda en la casa. Cree que su deseo se hizo realidad y que finalmente está solo sin su detestable familia. En realidad, lo dejaron en casa por error. Su familia está de camino a Francia para un viaje de vacaciones. Mientras sus padres se dan cuenta de su error y luchan por regresar a los Estados Unidos, Harry y Marv, un par de ladrones conocidos como los "Bandidos Mojados", intentan robar la casa. Kevin hace que parezca que la casa no está vacía y la llena con una colección de trampas caseras. Kevin logra atrapar a los bandidos y los arrestan, justo cuando su familia regresa a casa. La película se convirtió en la película más taquillera de 1990, recaudando 476.684.675 dólares en todo el mundo. La película inicialmente recibió críticas mixtas de los críticos tras su estreno, aunque la recepción se volvió más favorable con el paso de los años. Fue muy popular entre el público. También fue nominada a dos premios de la Academia a la mejor banda sonora original por John Williams y a la mejor canción original por "Somewhere in My Memory", pero perdió ante Dances with Wolves y Dick Tracy respectivamente. La actuación de Macaulay Culkin le valió una nominación al Globo de Oro al Mejor Actor - Película Musical o Comedia, pero perdió ante Gérard Depardieu por su actuación en Tarjeta Verde.

### Mi Pobre Angelito 2: Perdido en Nueva York(1992)
Ambientada un año después de los acontecimientos de la primera película, Kevin McCallister pierde la pista de su familia en el aeropuerto y accidentalmente sube a un avión con destino a la ciudad de Nueva York mientras el resto de los McCallister vuelan a Florida. Ahora solo en una de las ciudades más grandes del mundo, Kevin consigue entrar en una habitación del Hotel Plaza y comienza sus travesuras habituales, como comprar cantidades exorbitantes de dulces y comida chatarra, o alquilar una limusina. Cuando Kevin descubre que los Bandidos Mojados (ahora los Bandidos Pegajosos), Harry y Marv, están sueltos nuevamente, les impide robar dinero de caridad de la tienda del Baúl de juguetes de Duncan en Nochebuena colocando trampas explosivas en la casa parcialmente renovada de su tío.

### Mi Pobre Angelito 3(1997)
Solo en casa 3 no se centra en Kevin ni en ninguno de los personajes y actores originales, sino en Alex Pruitt, un niño que se queda solo en casa con varicela. Simultáneamente, cuatro criminales internacionales son enviados a robar un microchip ultrasecreto que puede ocultar un misil. Estos criminales logran robar el chip y luego esconderlo en un auto a control remoto, pero debido a una confusión de equipaje en un aeropuerto con la vecina de los Pruitt, la Sra. Hess, el auto termina en manos de Alex, a quien le entregan el auto para limpiar la nieve en su pórtico. Al darse cuenta de su error, los ladrones comienzan a registrar todas las casas de su calle. Una vez que se dan cuenta de que Alex tiene el chip, invaden su casa. Él diseña trampas elaboradas y engaña a los cuatro delincuentes con la ayuda de sus mascotas y algunos cables trampa, mientras los monitorea con una cámara de video en el auto de juguete. La película fue nominada al premio Golden Raspberry al peor remake o secuela, y finalmente perdió el premio ante Speed 2: Cruise Control.

### Mi Pobre Angelito 4(2002)
La cuarta entrega de la franquicia fue dirigida por Rod Daniel y se estrenó como película para televisión en ABC el 3 de noviembre de 2002. En esta película regresa personaje principal de la primera película, Kevin (interpretado por Mike Weinberg), y uno de los Bandidos Mojados/Pegajosos, Marv (interpretado por French Stewart). Los padres de Kevin se han separado y él vive con su madre. Decide pasar la Navidad con su padre y su novia millonaria, Natalie, mientras estos reciben a un príncipe de visita en su mansión. Kevin tiene que tratar con su antiguo enemigo mientras Marv intenta secuestrar al príncipe con la ayuda de Vera, su nueva esposa y compañera (interpretada por Missi Pyle), y un sirviente inesperado como su persona infiltrada. La película Fue lanzado en DVD de la Región 1 el 20 de octubre de 2003. El rodaje comenzó el 29 de julio en Ciudad del Cabo, Sudáfrica. Mi pobre Angelito 4 es la primera película de la serie que no contó con la participación de John Hughes y no se estrenó en cines.

### Mi Pobre Angelito 5(2012)
El 15 de marzo de 2012, ABC Family anunció la producción de la quinta entrega de la serie Mi pobre Angelito. Se estrenó exclusivamente en Countdown to the 25 Days of Christmas de ABC Family el 25 de noviembre de 2012. La película está protagonizada por Christian Martyn, Jodelle Ferland, Malcolm McDowell, Debi Mazar y Eddie Steeples. La historia se centra en el traslado de la familia Baxter de California a Maine, donde Finn se convence de que su nueva casa está embrujada. Cuando sus padres se quedan varados en la ciudad, Finn coloca trampas para atrapar a los fantasmas de su nuevo hogar, pero esto en realidad resulta problemático para un grupo de tres ladrones (McDowell, Mazar y Steeples) que planean robar un cuadro valioso en el sótano de la casa.

### Mi Pobre y Dulce Angelito(2021)
En agosto de 2019, tras la adquisición de 21st Century Fox por parte de Disney, el director ejecutivo de Disney, Bob Iger, anunció que se estaba desarrollando una nueva película de la franquicia, Mi Pobre y Dulce Angelito, y que se estrenaría en el servicio de transmisión de la compañía, Disney+. En octubre del mismo año, Dan Mazer había iniciado negociaciones para dirigir la película, con un guion coescrito por Mikey Day y Streeter Seidell. Producida por Hutch Parker y Dan Wilson. La trama se centra en un niño llamado Max, que se enfrenta a una pareja casada después de que supuestamente Max les roba algo.

## Recepción

### Recaudación
| Película | Fecha de lanzamiento    | Ingresos de taquilla | Ingresos de taquilla | Ingresos de taquilla | Presupuesto   | Referencia |  |
| Película | Fecha de lanzamiento    | Estados Unidos       | Internacional        | Mundial              | Presupuesto   | Referencia |  |
| --- | ----------------------- | -------------------- | -------------------- | -------------------- | ------------- | ---------- |  |
| Solo en casa | 16 de noviembre de 1990 | $285,761,243         | $190,923,432         | $476,684,675         | $18 millones  | [ 2 ]      |  |
| Solo en casa 2: Perdido en Nueva York | 20 de noviembre de 1992 | $173,585,516         | $185,409,334         | $358,994,850         | $28 millones  |            |  |
| Solo en casa 3 | 12 de diciembre de 1997 | $30,882,515          | $48.200.000          | $79,082,515          | $ 32 millones | [ 7 ]      |  |
| Total | Total                   | $490,229,274         | $424,532,766         | $914,762,040         | 70 millones   |            |  |
| Indicador(es) de lista - Una celda gris con N/A indica que la información no está disponible. - (A) indica los totales ajustados según los precios actuales de las entradas (calculados por Box Office Mojo). |                         |                      |                      |                      |               |            |  |

### Respuesta crítica y pública
Para la primera y la segunda película, recibieron críticas mixtas y positivas por parte de los críticos, mientras que la tercera y sexta película recibieron críticas negativas por parte de los críticos.

## Otros medios

### Novelas
Mi pobre angelito (ISBN 0-590-55066-7) fue novelizada por Todd Strasser y publicada por Scholastic en 1990 coincidiendo con la película. El 6 de octubre de 2015, para celebrar el 25 aniversario de la película, se publicó un libro ilustrado (ISBN 1-594-74858-6) de Kim Smith y Quirk Books.
Mi pobre angelito 2: Perdido en Nueva York fue novelizada por Todd Strasser y publicada por Scholastic en 1992 coincidiendo con la película. La versión, que tiene la misma trama, también fue novelizada por AL Singer. Tiene un ISBN de 0-590-45717-9. También se lanzó una versión en audiolibro leída por Tim Curry (quien interpretó al conserje en la película).